# IC 596
IC 596 ist eine Spiralgalaxie mit aktivem Galaxienkern vom Hubble-Typ Sbc im Sternbild Löwe auf der Ekliptik. Sie ist rund 419 Millionen Lichtjahre von der Milchstraße entfernt und hat einen Durchmesser von etwa 110.000 Lichtjahren.

Im selben Himmelsareal befinden sich u. a. die Galaxien NGC 3130 und IC 595.
Das Objekt wurde am 18. April 1893 vom französischen Astronomen Stéphane Javelle entdeckt.